# Club Deportivo Marino
El Club Deportivo Marino es un club de fútbol de Los Cristianos, aunque con sede en la cercana localidad de Playa de las Américas, en el municipio de Arona, al sur de la isla de Tenerife (Canarias), España. Fue fundado en 1933 lo que lo convierte en el segundo equipo más antiguo de la isla de Tenerife de los militan en categoría nacional en esta temporada. Actualmente juega en Tercera Federación de España. 
En la actualidad se denomina Club Deportivo Marino Playa de Las Américas por temas de patrocinio y publicidad, al igual que en la década de los 90 se llamaba CD Marino Tenerife Sur. Por la misma razón de 2008 a 2012 llevó el nombre de Club Deportivo Marino Playa de Las Américas.
Desde 1989 organiza anualmente un torneo de verano denominado "Memorial Sebastián Martín Melo".

## Historia

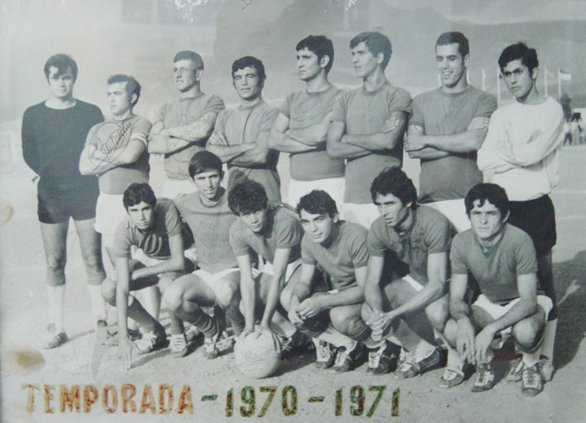
El equipo posa para una foto en la temporada 1970-71.

### Inicios
El Club Deportivo Marino fue fundado por unos pescadores de Los Cristianos, por aquel entonces un pequeño barrio de Arona. El equipo nació en 1933, como Marino Fútbol Club, lo que le convierte en el más antiguo del sur de la isla. No obstante no fue hasta el 13 de junio de 1947 cuando se constituyó oficialmente al quedar inscrito en el registro civil con el nombre de Club Deportivo Marino, siendo su primer presidente Segundo Fumero. Sus primeros partidos los jugaba en las salinas de El Guincho cerca de la playa de Las Vistas pero pronto, en 1948, se trasladó al Campo de El Quinto situado también en las proximidades de dicha playa.

### Rápido crecimiento
El CD Marino tuvo un gran crecimiento en el último cuarto del siglo pasado, cuando las competiciones futbolísticas cobraron mayor importancia en el archipiélago con la creación de la Preferente de Tenerife y el Grupo Canario de Tercera División. Fue uno de los fundadores de la Preferente de Tenerife en el año 1975 y sus buenas actuaciones le sirvieron para ser también uno de los fundadores del grupo canario de la Tercera División en la temporada 1980-81. Tras siete campañas en este nivel finalizando en los puestos medios de la tabla quedó campeón en la temporada 1987-88, consiguiendo de esta forma el ascenso a Segunda División B era el entrenador en aquel entonces, Valentín Toste.

### Lustro de oro y crisis económica
Con el ascenso el Marino empezaba su mejor época, en la cual lograría permanecer cinco años consecutivos en la división de bronce.
En su debut en la categoría quedó emparejado en el Grupo III junto con otros dos conjuntos canarios como la U.D. Telde y el C.D. Maspalomas e importantes entidades peninsulares como el C.D. Badajoz, el C. D. Leganés o el Córdoba C.F.. El CD Marino terminaría su primera campaña en Segunda B en el décimo puesto, posición final que repetiría la siguiente temporada. En ese segundo año el equipo sureño quedaría emplazado en el mismo grupo repitiendo enfrentamiento con los equipos antes citados y añadiendo grandes encuentros para la historia como los que disputó con el Albacete Balompié, el Granada C.F., el C.P. Mérida o los derbis contra la U.D. Salud. Con el conjunto santacrucero disputaría los dos primeros encuentros entre equipos de la isla en Segunda B. Estos se saldaron con dos victorias marinistas, primero por un tanto a cero en su feudo y luego por goleada en Santa Cruz de Tenerife por cero goles a tres. También fueron destacadas sus victorias ante Real Jaén y C.D. Pegaso por cuatro a cero, convirtiéndose en las mayores goleadas como local del conjunto marinista en la categoría.
La siguiente temporada el club de Los Cristianos sumó un nuevo derbi de bronce, el que disputó frente a Las Palmas Atlético.. El equipo sureño acabaría su tercera temporada en la división en la duodécima posición, peor resultado del conjunto hasta esa fecha. Al año siguiente repetiría clasificación sufriendo ese año dolorosas derrotas como el ocho a cero en el Estadio Municipal de Chapín ante el Xerez C.D. o el seis a uno frente al Recreativo de Huelva en el antiguo Estadio Colombino. La quinta campaña empezaría mal a causa de los problemas económicos y acabaría con un descenso doble, uno en el campo y otro en los despachos por las deudas.
Así las cosas, después de cinco campañas en esta categoría, descendió directamente a Preferente por problemas económicos tras la temporada 1992-93. Una campaña más tarde descendería a la Primera Interinsular, pozo del que conseguiría salir cuatro años después.

### Asentamiento entre la élite regional y renacer

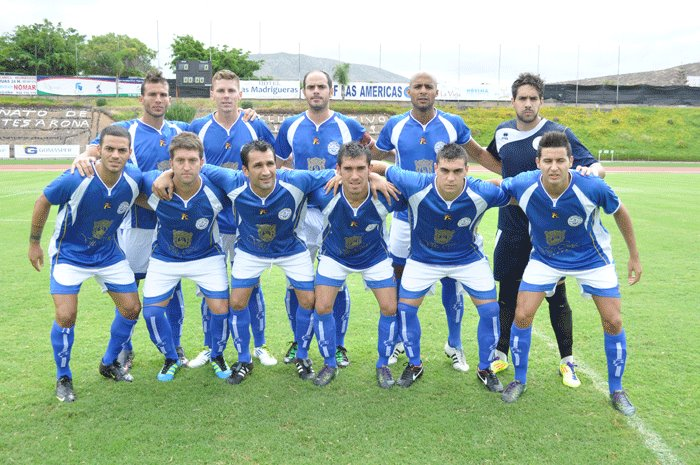
El once inicial del Marino posa antes del encuentro que le enfrentó al Club Deportivo Corralejo en la tercera jornada de la temporada 2011-12. El partido finalizó con empate a dos goles.

Tras cuatro años en Primera Interinsular el Marino volvía a Preferente de Tenerife, máximo nivel regional. En el año de su redebut el equipo alcanzó una meritoria cuarta plaza. En la 2006-07 queda subcampeón de Preferente, logrando retornar a Tercera División al derrotar en la promoción de ascenso a la UD Balos del municipio de Santa Lucía de Tirajana. Así tras nueve años en Preferente y diecinueve fuera de ella el club azul regresaba a la Tercera División.
En la temporada 2007-08, la de su vuelta al fútbol nacional, el equipo sufre para salvar la categoría quedando decimosexto, consumando su salvación al vencer por uno a dos en el Estadio Villa Isabel de su eterno rival, la Unión Deportiva Ibarra. En la temporada 2009-10, al acabar en cuarta posición, tuvo la posibilidad de alcanzar nuevamente la categoría de bronce del fútbol español pero no pudo superar la primera ronda de la fase de ascenso al quedar eliminado por el Club Deportivo La Muela del delantero serbio Goran Drulić.
Pero lo volvería a intentar tan solo dos años más tarde en la temporada 2011-12 donde consiguió un histórico doblete al alcanzar, por segunda vez en su historia, la Copa Heliodoro Rodríguez López y el campeonato de liga del grupo canario de Tercera División. Esto le permitió disputar por segunda vez en su historia el playoff de ascenso a Segunda División B. El sorteo lo emparejó con el CF Fuenlabrada, al que consiguió sorprender en el Estadio Fernando Torres ganando por un gol a dos pese a jugar con diez varios minutos. Una semana más tarde en el Antonio Domínguez volvió a vencer por dos goles a uno, ascendiendo así a Segunda División B.

### De vuelta a la cima
La temporada 2012-13 empezaba para el conjunto sureño con el gran derbi insular ante el Club Deportivo Tenerife, al que ya había derrotado semanas antes en la final del Trofeo Teide. Sin embargo en esta ocasión no lograría superarlo al perder por cero goles a dos en la que fue la primera vez en su historia que el Club Deportivo Tenerife, máximo representante provincial, se enfrentaba en un partido oficial de liga contra un club de su mima isla. Otro momento importante vivido en esta temporada por el equipo azul fue la visita a todo un histórico como el Real Oviedo en el Nuevo Carlos Tartiere empatando a cero goles. La primera victoria de la temporada llegaría en la novena jornada al ganar a la RSD Alcalá por cuatro a cero volviendo a repetir su mejor resultado en la categoría. Tan solo una semana después el conjunto sureño visitaba a otro ilustre como la UD Salamanca en el Estadio Helmántico cayendo derrotado por cinco tantos a cero. Ya en la segunda vuelta el conjunto sureño conseguiría otra victoria de prestigio al derrotar por dos goles a uno al Real Oviedo, esta vez en suelo isleño. Tan solo dos semanas después el equipo conseguiría la mejor racha de la temporada, que le haría soñar con la permanencia al empatar contra la UD San Sebastián de los Reyes, y ganar a la RSD Alcalá, por cero goles a uno en Madrid y a la UD Salamanca y el Real Avilés por dos a cero y dos a uno respectivamente.

## Rivalidades
El municipio de Arona siempre se ha caracterizado por ser muy futbolero, y por tener un gran número de equipos de fútbol. Así son muchos los derbis municipales que se han sucedido a lo largo de la historia. Los más importantes para el conjunto de Los Cristianos eran sin duda los que les media con la Unión Deportiva Ibarra del vecino barrio de Las Galletas. Pero también ha mantenido una gran rivalidad con los otros equipos del municipio como el Club Deportivo I'Gara, el Club Deportivo Buzanada, el Club Deportivo San Lorenzo o con el desaparecido Atlético Arona, actual Club Deportivo Furia Arona.
Durante estos últimos años solo el Marino ha permanecido en categoría nacional y la rivalidad se ha extendido a otros conjuntos del sur de la isla como el Atlético Granadilla, la Unión Deportiva Las Zocas, el Club Deportivo Charco del Pino o el Club Deportivo San Isidro.

## Estadio y otras instalaciones

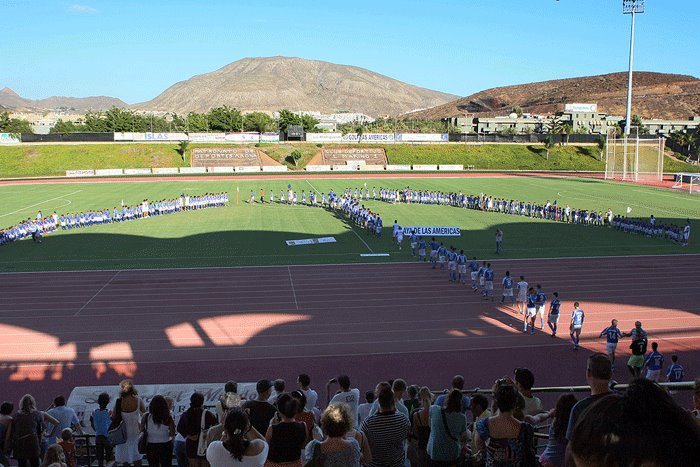
Presentación para la temporada 2011-12 de las distintas plantillas del Marino en el Estadio Antonio Domínguez Alfonso.

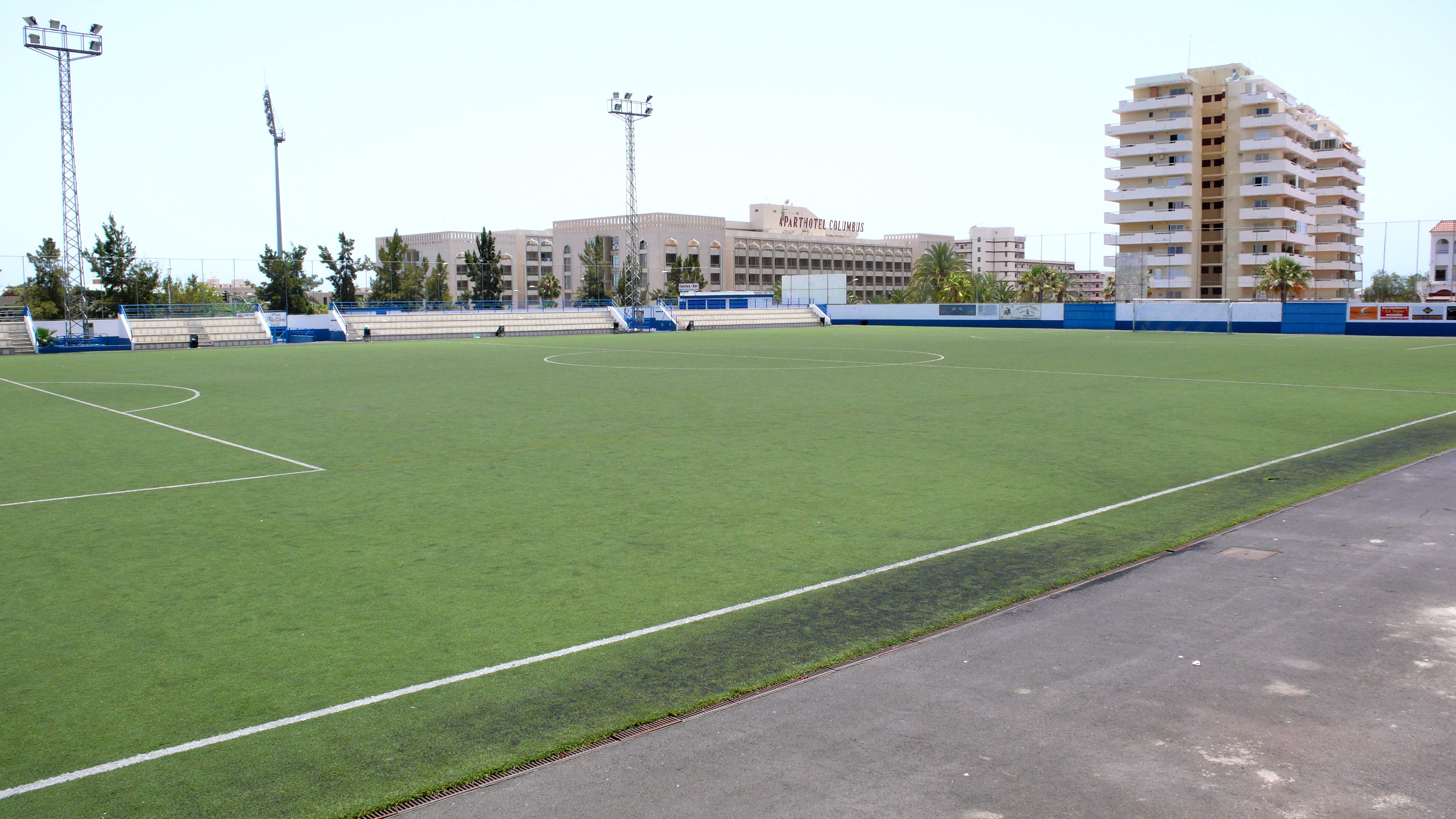
El Anexo Estadio Antonio Domínguez, con capacidad para unos 300 espectadores, acoge los encuentros de las categorías inferiores del club.

El Club Deportivo Marino juega sus partidos como local en el Estadio Antonio Domínguez Alfonso, en el núcleo de Playa de las Américas, que cuenta con capacidad para unos 7.500 espectadores.
La entidad también cuenta con un estadio anexo para su cadena de filiales a unos cincuenta metros del Antonio Domínguez, donde juegan sus partidos todos sus equipos de fútbol base. Este campo, antes de tierra, cuenta con césped artificial desde el año 2001. La capacidad del Anexo Antonio Domínguez es de unos 300 espectadores, aproximadamente.

## Uniforme
- Local: la camiseta es azul marino con delgadas líneas blancas en las mangas, pantalón blanco y medias de color azul marino.
- Visitante: la segunda equipación es totalmente blanca. También suele utilizar otra equipación de color azul celeste y pantalón negro con medias del mismo color.

## Escudo
El escudo actual, adoptado en 2009, tiene forma de círculo cuyo interior es blanco y su borde dorado. Su centro está ocupado por un balón con un ancla rodeado por unas letras que nombran arriba "Club Deportivo Marino" y Los Cristianos, mientras que en la parte inferior se puede leer "Playa Las Américas".

## Himno
La letra del himno del CD Marino fue compuesta por José M. Barrios, expresidente, con la ayuda de Gerard Sanchiz en la composición de la música.

Club Deportivo Marino, el equipo de nuestra ilusión,

rebosante de alegría en su lucha por el balón

Sale a ganar los partidos con hombría y con valor y,

con su fuerza en el campo, va derrochando pundonor

Lo fundaron en el año 33 un grupo de pescadores,

que alternaron las faenas de la mar con la de ser jugadores

Cantémosles, con fervor, por ser batallador, y

por querer ser siempre el mejor

Bis….

Sale a ganar los partidos, con hombría y con valor, y

con su fuerza en el campo, va derrochando pundonor

Corre, centra, chuta y.... gol !!

## Todas las temporadas
| Temporada | División                 | Pos. | P.J. | Ptos. | P.G. | P.E. | P.P. | G.F. | G.C. | Copa del Rey  |
| --------- | ------------------------ | ---- | ---- | ----- | ---- | ---- | ---- | ---- | ---- | ------------- |
| 1975-76   | Preferente               | 4.º  | 22   | 24    | 10   | 4    | 8    | 20   | 24   |               |
| 1976-77   | Preferente               | 10.º | 22   | 12    | 5    | 7    | 10   | 20   | 38   |               |
| 1977-78   | Preferente               | 6.º  | 20   | 16    | 6    | 4    | 8    | 26   | 28   |               |
| 1978-79   | Preferente               | 7.º  | 22   | 21    | 9    | 3    | 10   | 32   | 38   |               |
| 1979-80   | Preferente               | 2.º  | 26   | 32    | 12   | 8    | 6    | 36   | 23   |               |
| 1980-81   | 3ª División Grupo XII    | 11.º | 38   | 37    | 14   | 9    | 15   | 56   | 56   |               |
| 1981-82   | 3ª División Grupo XII    | 7.º  | 38   | 41    | 15   | 11   | 12   | 51   | 44   |               |
| 1982-83   | 3ª División Grupo XII    | 14.º | 38   | 33    | 11   | 11   | 16   | 42   | 54   |               |
| 1983-84   | 3ª División Grupo XII    | 14.º | 38   | 35    | 11   | 13   | 14   | 48   | 64   |               |
| 1984-85   | 3ª División Grupo XII    | 11.º | 38   | 37    | 13   | 11   | 14   | 49   | 56   |               |
| 1985-86   | 3ª División Grupo XII    | 9.º  | 38   | 44    | 18   | 8    | 14   | 71   | 62   |               |
| 1986-87   | 3ª División Grupo XII    | 16.º | 38   | 34    | 13   | 8    | 17   | 48   | 51   |               |
| 1987-88   | 3ª División Grupo XII    | 1º   | 38   | 54    | 20   | 14   | 4    | 56   | 21   |               |
| 1988-89   | 2ª División B Grupo III  | 10.º | 38   | 37    | 15   | 7    | 16   | 44   | 45   |               |
| 1989-90   | 2.ª División B Grupo III | 10.º | 38   | 38    | 15   | 8    | 15   | 43   | 49   |               |
| 1990-91   | 2.ª División B Grupo III | 12.º | 38   | 34    | 11   | 12   | 15   | 37   | 50   | Tercera ronda |
| 1991-92   | 2ª División B Grupo IV   | 12.º | 38   | 37    | 13   | 11   | 14   | 38   | 45   | Primera ronda |
| 1992-93   | 2ª División B Grupo IV   | 19.º | 36   | 15    | 3    | 9    | 24   | 25   | 70   | Primera ronda |
| 1993-94   | Preferente               | 17.º | 34   | 27    | 9    | 9    | 16   | 31   | 55   |               |
| 1994-95   | 1ª Regional Grupo II     | 2.º  | 28   | 41    | 17   | 7    | 4    | 55   | 21   |               |
| 1995-96   | 1ª Regional Grupo II     | 6.º  | 30   | 46    | 12   | 10   | 8    | 46   | 32   |               |
| 1996-97   | 1.ª Regional Grupo II    | 4.º  | 30   | 63    | 19   | 6    | 5    | 74   | 23   |               |
| 1997-98   | 1.ª Regional Grupo II    | 1º   | 30   | 72    | 22   | 6    | 2    | 70   | 19   |               |
| 1998-99   | Preferente               | 4.º  | 36   | 57    | 17   | 6    | 13   | 66   | 55   |               |
| 1999-00   | Preferente               | 8.º  | 34   | 44    | 11   | 11   | 12   | 45   | 48   |               |
| 2000-01   | Preferente               | 7.º  | 34   | 54    | 14   | 12   | 8    | 52   | 38   |               |
| 2001-02   | Preferente               | 10.º | 34   | 42    | 10   | 12   | 12   | 43   | 40   |               |
| 2002-03   | Preferente               | 11.º | 34   | 45    | 12   | 9    | 13   | 45   | 39   |               |
| 2003-04   | Preferente               | 12.º | 34   | 44    | 11   | 11   | 12   | 43   | 47   |               |
| 2004-05   | Preferente               | 11.º | 36   | 46    | 12   | 10   | 14   | 49   | 58   |               |
| 2005-06   | Preferente               | 4.º  | 34   | 53    | 14   | 11   | 9    | 56   | 43   |               |
| 2006-07   | Preferente               | 2.º  | 38   | 64    | 17   | 13   | 8    | 58   | 45   |               |
| 2007-08   | 3ª División Grupo XII    | 16.º | 38   | 43    | 12   | 7    | 19   | 42   | 46   |               |
| 2008-09   | 3ª División Grupo XII    | 9.º  | 38   | 53    | 15   | 8    | 15   | 45   | 51   |               |
| 2009-10   | 3ª División Grupo XII    | 4.º  | 41   | 70    | 19   | 13   | 9    | 65   | 39   |               |
| 2010-11   | 3ª División Grupo XII    | 6.º  | 40   | 62    | 17   | 11   | 12   | 52   | 38   |               |
| 2011-12   | 3ª División Grupo XII    | 1º   | 38   | 76    | 23   | 7    | 8    | 77   | 35   |               |
| 2012-13   | 2.ª División B Grupo I   | 20.º | 38   | 35    | 9    | 8    | 21   | 36   | 62   | Primera ronda |
| 2013-14   | 3ª División Grupo XII    | 2.º  | 38   | 81    | 25   | 6    | 7    | 59   | 29   |               |
| 2014-15   | 3ª División Grupo XII    | 3.º  | 38   | 65    | 16   | 17   | 5    | 58   | 42   |               |
| 2015-16   | 3ª División Grupo XII    | 17.º | 38   | 33    | 8    | 9    | 21   | 36   | 67   |               |
| 2016-17   | 3ª División Grupo XII    | 6.º  | 38   | 56    | 15   | 11   | 12   | 51   | 45   |               |
| 2017-18   | 3ª División Grupo XII    | 13.º | 40   | 50    | 13   | 11   | 16   | 48   | 50   |               |
| 2018-19   | 3ª División Grupo XII    | 12.º | 38   | 47    | 12   | 11   | 15   | 53   | 48   |               |
| 2019-20   | 3ª División Grupo XII    | 3.º  | 27   | 16    | 5    | 6    | 41   | 30   | 53   |               |
| 2020-21   | 2.ª División B Grupo IV  | 10.º | 18   | 10    | 2    | 4    | 12   | 11   | 30   |               |
| 2021-22   | 3ª División Grupo XII    | 10.º | 32   | 45    | 14   | 3    | 15   | 37   | 30   |               |
| 2022-23   | 3.ª División Grupo XII   | 11.º | 30   | 37    | 11   | 4    | 15   | 38   | 44   |               |
| 2023-24   | 3.ª División Grupo XII   | 11º  | 34   | 39    | 10   | 9    | 15   | 42   | 53   |               |

### Datos del club
- Temporadas en 2ª División B: 7
- Temporadas en Tercera División: 23
- Temporadas en Preferente: 15
- Temporadas en Primera Regional: 4

#### Resumen
- Temporadas en Segunda División B

- - Mejor puesto en 2.ª División B: 10º
  - Peor puesto en 2.ª División B: 20º
  - Puesto más repetido: 10º y 12º (dos veces)
  - Partidos 224
  - Puntos 196
  - Ganados 66
  - Empatados 55
  - Perdidos 105
  - Goles a favor 223
  - Goles en contra 326
  - Puntos partidos a 3 Puntos 253
  - Puesto histórico 189º
  - Puesto histórico de Canarias: 10.º
  - Mayor goleada a favor:
    - En casa: CD Marino 4-0 Real Jaén, C.D.Pegaso (1989-90) y RSD Alcalá (2012-13)
    - Fuera: CD Don Benito 1-4 CD Marino (1988-89)

  - Mayor goleada en contra:
    - En casa: CD Marino 0-6 Recreativo de Huelva (1992-93)
    - Fuera: Xerez CD 8-0 CD Marino (1991-92)

- Temporadas en Tercera División

- - Mejor puesto en Tercera División: 1º
  - Peor puesto en Tercera División: 16º
  - Puesto más repetido: 1º (tres veces)
  - Partidos 501
  - Puntos 619
  - Ganados 201
  - Empatados 131
  - Perdidos 169
  - Goles a favor 702
  - Goles en contra 617
  - Puntos partidos a 3 Puntos 734
  - Puesto histórico 382º
  - Puesto Histórico Canarias: 16.º
  - Mayor Goleada a Favor:
    - En casa: CD Marino 7-0 U.D.Realejos (1985-86)
    - Fuera: CD Charco del Pino 0-4 CD Marino (2009-10)

  - Mayor Goleada en contra:
    - En casa: CD Marino 1-4 UD San Antonio (1982-83) y C.D.Tenerife B (2008-09)
    - Fuera: SD Santa Brígida 8-1 CD Marino (1980-81)

## Entrenadores
- José Antonio Barrios (2007)
- Willy Barroso (2011-2012)
- José Juan Almeida (2012-2013)
- José Antonio Sosa Espinel (2013-2015)
- Constantino Tirado (2015-2016)
- Toni Dumpiérrez (2016-2017)
- Zebenzui Hernández (2017-2019)
- Kiko de Diego (2019-

## Palmarés

### Torneos nacionales
- Tercera División de España (3): 1987-88 (Gr. XII), 2011-12 (Gr. XII),[18] 2019-20 (Gr. XII).[19]

### Torneos regionales
- Copa Heliodoro Rodríguez López (2): 1979-80,[20] 2011-12.[21]
- Copa R.F.E.F. (Fase Autonómica de Canarias) (1): 2010-11.[22]

### Torneos amistosos
- Trofeo Teide (2): 1988,[23] 2012.[24]

## Filial
El Club Deportivo Marino cuenta desde 1982 con un equipo filial, el Club Deportivo Marino "B" que ha jugado de forma interrumpida en el fútbol regional.

### Temporadas
| Temporada | División     | Posición |
| --------- | ------------ | -------- |
| 1999-00   | 2.ª Regional | 6.º      |
| 2000-01   | 2.ª Regional | 3.º      |
| 2001-02   | 1.ª Regional | 7º       |
| 2002-03   | 1.ª Regional | 16.º     |
| 2003-04   | 1.ª Regional | 18.º     |
| 2004-05   | 2.ª Regional | 2.º      |
| 2005-06   | 2.ª Regional | 5.º      |
| 2006-07   | 2.ª Regional | 4.º      |
| 2007-08   | 2.ª Regional | 3.º      |
| 2008-09   | 2.ª Regional | 1º       |
| 2009-10   | 1.ª Regional | 14.º     |
| 2010-11   | 1.ª Regional | 15.º     |
| 2011-12   | 1.ª Regional | 16.º     |
| 2012-13   | 2.ª Regional | 1º       |
| 2013-14   | 1.ª Regional | 6.º      |
| 2014-15   | 1.ª Regional | 7.º      |
| 2015-16   | 1.ª Regional | 7.º      |
| 2016-17   | 1.ª Regional | 1º       |
| 2017-18   | Preferente   | 9.°      |

### Datos del club
- Temporadas en Preferente: 1
- Temporadas en Primera Regional: 10
- Temporadas en Segunda Regional: 8